# California (Joni Mitchell)
California è un brano musicale della cantautrice canadese Joni Mitchell, prima traccia del lato B del quarto album in studio Blue, pubblicato il 22 giugno 1971. 

## Storia e significato
Dopo una difficile rottura con il suo fidanzato storico Graham Nash, Mitchell aveva attraversato l'Europa.
Durante i suoi viaggi, aveva scritto la prima strofa della canzone a Parigi e la seconda a Ibiza. La cantautrice aveva descritto la canzone come fosse una lettera da inviare a casa; nel frattempo rimpiangeva il clima creativo che aveva sperimentato in California, dove in seguito avrebbe scritto l'ultima strofa.
California è stata eseguita dalla cantautrice accompagnandosi solo con il dulcimer
Il brano è stato considerato come il pezzo forte dell’album.

## Musicisti
- Joni Mitchell – Dulcimer appalachiano, chitarra, voce
- James Taylor – chitarra
- Sneaky Pete Kleinow – chitarra pedal steel
- Russ Kunkel – percussioni